# Wronowo (województwo podlaskie)
Wronowo – wieś w Polsce położona w województwie podlaskim, w powiecie suwalskim, w gminie Raczki.
| SIMC    | Nazwa           | Rodzaj    |
| ------- | --------------- | --------- |
| 1013401 | Kolonie Wronowo | część wsi |
| 1013424 | Kozia Ulica     | część wsi |

W latach 1975–1998 miejscowość należała administracyjnie do województwa suwalskiego.